# 초보 연금술사의 점포경영
초보 연금술사의 점포경영(新米錬金術師の店舗経営)는 이츠키 미즈호(작가), 후미(일러스트)가 원작한 일본의 라이트 노벨 소설 작품이다.
2018년 11월부터 소설 투고 사이트 「소설가가 되자」에서 연재되었던 작품으로 2019년 9월부터 후지미 판타지아 문고(KADOKAWA)에서 문고판이 간행되었다. 서적판 간행 이후에는 KADAKAWA가 운영하는 「가쿠요무」에서도 웹판이 게재되게 됐다.